# Sphagnum maegdefraui
Sphagnum maegdefraui är en bladmossart som beskrevs av H. Suzuki in Mägdefrau 1983. Sphagnum maegdefraui ingår i släktet vitmossor, och familjen Sphagnaceae. Inga underarter finns listade i Catalogue of Life.